# Зінн (Гессен)
Зінн (нім. Sinn) — громада в Німеччині, знаходиться в землі Гессен. Підпорядковується адміністративному округу Гіссен. Входить до складу району Лан-Дилль.
Площа — 18,73 км2. Населення становить 6415 ос. (станом на 31 грудня 2020).

## Географії

### Адміністративний поділ
Громада  складається з 3 районів:
- Едінген
- Фляйсбах
- Зінн